# Forenklet engelsk Wikipedia
Forenklet engelsk Wikipedia eller Simple English Wikipedia er (pr. 2017) en af to engelsksproglige udgaver af Wikipedia. Pr. lørdag den 29. marts 2025 har den simple engelsksprogede Wikipedia 266.675 artikler, 1.567 aktive bidragydere og 20 administratorer.